# 美国空军第24特种作战联队
第24特种作战联队（英语：24th Special Operations Wing，简称24 SOW），通称空军特种战术部队（Air Force Special Tactics），是美国空军的特种作战地面部队和美国特种作战司令部的战术空地一体化部队，总部位于佛罗里达州赫尔伯特机场，隶属于美国空军特种作战司令部，下属单位分散驻扎于佐治亚州、北卡罗来纳州、华盛顿州、佛罗里达州和新墨西哥州。

## 单位与驻地
第24特种作战联队下辖两支特种战术大队（Special Tactics Group）和一支特种战术训练中队（Special Tactics Training Squadron），并间接指挥两支空军国民警卫队特种战术中队（Special Tactics Squadron）。除此之外，还有两支海外特种战术中队分别驻扎于英国和日本，它们也是特种战术部队（Special Tactics）的一部分，但由当地的特种作战联队指挥。
驻地省略表示该单位和上级单位驻扎同一地点。

### 第24特种作战联队
- 美国空军特种作战司令部
  -  第24特种作战联队（24 SOW），佛罗里达州赫尔伯特机场（英语：Hurlburt Field）
    -  第720特种战术大队（英语：720th Special Tactics Group）（720 STG）
      -  第21特种战术中队（英语：21st Special Tactics Squadron）（21 STS），北卡罗来纳州波普机场（英语：Pope Field）
      -  第22特种战术中队（英语：22nd Special Tactics Squadron）（22 STS），华盛顿州刘易斯-麦科德联合基地
      -  第23特种战术中队（英语：23rd Special Tactics Squadron）（23 STS）
      -  第26特种战术中队（英语：26th Special Tactics Squadron）（26 STS），新墨西哥州坎农空军基地
      -  第720作战支援中队（720 OSS）

    -  第724特种战术大队（英语：724th Special Tactics Group）（724 STG），北卡罗来纳州波普机场
      -  第17特种战术中队（英语：17th Special Tactics Squadron）（17 STS），佐治亚州摩尔堡
      -  第24特种战术中队（英语：24th Special Tactics Squadron）（24 STS）
      -  第724作战支援中队（724 OSS）
      -  第724特种战术支援中队（724 STSS）
      -  第724情报中队（724 IS）

    -  特种战术训练中队（STTS）

### 空军国民警卫队特种战术中队
- 美国空军国民警卫队
  -  肯塔基空军国民警卫队（英语：Kentucky Air National Guard）
    -  第123空运联队（英语：123rd Airlift Wing）
      -  第123作战大队
        -  第123特种战术中队（英语：123rd Special Tactics Squadron）（123 STS），肯塔基州路易维尔空军国民警卫队基地

  -  俄勒冈空军国民警卫队（英语：Oregon Air National Guard）
    -  第142联队（英语：142nd Fighter Wing）
      -  第142作战大队
        -  第125特种战术中队（英语：125th Special Tactics Squadron）（125 STS），俄勒冈州波特兰空军国民警卫队基地

### 海外特种战术中队
- 美国空军特种作战司令部
  -  第352特种作战联队（英语：352nd Special Operations Wing）
    -  第752特种作战大队（英语：752nd Special Operations Group）
      -  第321特种战术中队（英语：321st Special Tactics Squadron）（321 STS），英国萨福克郡英国皇家空军米尔登霍尔基地

  -  第353特种作战联队（英语：353rd Special Operations Wing）
    -  第320特种战术中队（英语：320th Special Tactics Squadron）（320 STS），日本冲绳县嘉手纳空军基地